# Берналь, Херман
Херман Берналь (исп. German Bernal) (4 мая 1962, Мехико, Мексика) — известный мексиканский актёр, преподаватель курсов актёрского мастерства, воспитавший молодых мексиканских актёров, которые к сегодняшнему моменту стали известными и сверхпопулярными.

## Биография
Родился 4 мая 1962 года в Мехико. С детства рос очень общительным мальчиком, добившись признания у своей родни. Режиссёр Артуро Рипштейн был близким другом семьи Хермана Берналя и он открыл у него талант актёра и пригласил его в 22-сезонный ситком Женщина, случаи из реальной жизни, где Герман Берналь играл свою роль 22 года(!) подряд с самого начала до конца теленовеллы, установив абсолютный рекорд (вместе с Херманом Берналем к рекорду пришли ещё несколько актёров, которые играли свою роль от начала до конца). После успеха первых сезонов ситкома Женщина, случаи из реальной жизни, Хермана Берналя наперебой приглашали известные мексиканские режиссёры, а Херман Берналь принимал все предложения и успел в 1990 году сняться в 4-х теленовеллах подряд одновременно (работал актёр с самого утра до поздней ночи ежедневно и сильно изматывался). В 1996 году Херман Берналь участвует в фильме и после этого переходит на преподавательскую работу, при этом оставаясь актёром сериала Женщина, случаи из реальной жизни. В России актёра помнят и любят по роли Луиса из сериала «Просто Мария».

## Фильмография

### Фильмы
- 1990 — Расхитители гробниц — Армандо.
- 1996 — Salvame (не переводится) — Херман.

### Сериалы

#### Свыше 2-х сезонов
- 1985—2007 — Женщина, случаи из реальной жизни (22 сезона) (Херман Берналь участвовал во всём сериале с 1985-по 2007 год).

#### Televisa
- 1988 — Страсть и власть
- 1988-89 — Сладкое желание — Андрес.
- 1989 — Цветок и корица
- 1989-90 — Просто Мария — Луис (дубл.Юрий Меншагин).
- 1990 — В лезвие смерти — Рикардо Араухо.
- 1990 — Пепел и алмазы — Пепе.
- 1992 — Американские горки
- 1995 — Акапулько, тело и душа — Рауль.

- информация о дате рождения актёра Хермана Берналя взята из официальных мексиканских источников.
- подробная биография актёра взята из журнала «Сериал» (2003), в рамках статьи сериала Акапулько, тело и душа